# Maximales und minimales Element
Die Begriffe maximales Element und minimales Element werden in der Mengenlehre, genauer in der Ordnungstheorie verwendet.
Ein Element einer geordneten Menge ist maximal, wenn es kein größeres gibt. Es ist minimal, wenn es kein kleineres gibt.
In einer total geordneten Menge stimmen die Begriffe maximales Element und größtes Element sowie minimales Element und kleinstes Element überein. Ein maximales bzw. minimales Element einer partiell geordneten Menge ist jedoch nicht automatisch deren größtes bzw. kleinstes Element. 

## Definitionen
{\displaystyle (X,\leq )} sei eine Quasiordnung, {\displaystyle M\subseteq X} eine Teilmenge der Grundmenge {\displaystyle X} und {\displaystyle x\in M}.
{\displaystyle x\ } ist maximales Element von {\displaystyle M\ } {\displaystyle :\Longleftrightarrow \forall y\in M:(x\leq y\Rightarrow y\leq x)}
{\displaystyle x\ } ist minimales Element von {\displaystyle M\ } {\displaystyle :\Longleftrightarrow \forall y\in M:(y\leq x\Rightarrow x\leq y)}

## Beispiele
- M := {2, 3, 4, 6, 9, 12, 18} ist die Menge der nichttrivialen natürlichen Teiler der Zahl 36. Diese Menge ist bezüglich der Teilbarkeit partiell geordnet. Minimale Elemente sind 2 und 3, maximal sind 12 und 18. Es gibt kein kleinstes und kein größtes Element. Unter den ganzzahligen nichttrivialen Teilern von 36 sind 2, 3, −2 und −3 minimal, während 12, 18, −12 und −18 maximal sind.
- Die nichtleeren Teilmengen einer gegebenen Menge X sind durch Inklusion partiell geordnet. Minimal in dieser Ordnung sind alle einelementigen Teilmengen {x}, maximales (und auch größtes) Element ist X selbst.
- In einem Vektorraum ist eine Basis eine (bezüglich Inklusion) maximale linear unabhängige Teilmenge.
- In jedem Ring {\displaystyle (R,\mid )} ist die {\displaystyle 0} wegen {\displaystyle \forall r\in R:r\cdot 0=0}, und somit {\displaystyle \forall r\in R:r\mid 0}, ein größtes Element hinsichtlich der Teilbarkeitsrelation {\displaystyle \mid } und somit auch maximal. Alle Einheiten in {\displaystyle (R,\mid )} sind kleinste Elemente und somit auch minimal.

## Eigenschaften
- Jede endliche nichtleere geordnete Menge hat minimale und maximale Elemente, unendliche geordnete Mengen müssen keine maximalen und minimalen Elemente haben.
- Eine total geordnete Menge hat höchstens ein maximales und ein minimales Element, partiell geordnete Mengen können mehrere maximale und minimale Elemente haben.
- Ist x ein größtes Element von M, dann ist x auch (bis auf Isomorphie) das einzige maximale Element von M. Ist M endlich, dann gilt auch die Umkehrung: Wenn M (bis auf Isomorphie) genau ein maximales Element hat, dann ist dieses auch ein größtes Element. Für unendliche Mengen gilt diese Aussage nicht.
- Ist x ein kleinstes Element von M, dann ist x auch das (bis auf Isomorphie) einzige minimale Element von M. Ist M endlich, dann gilt auch die Umkehrung: Wenn M (bis auf Isomorphie) genau ein minimales Element hat, dann ist dieses auch ein kleinstes Element. Für unendliche Mengen gilt diese Aussage nicht.
- Hat jede Kette in einer nichtleeren halbgeordneten Menge eine obere Schranke, dann hat die Menge mindestens ein maximales Element. (Dies ist das Lemma von Zorn.)
- Für zwei maximale oder zwei minimale Elemente {\displaystyle x} und {\displaystyle y} gilt {\displaystyle x\leq y\Rightarrow y\leq x}. Bei Halbordnungen bedeutet dies, dass verschiedene maximale bzw. minimale Elemente nicht vergleichbar sind. Dies lässt sich noch verallgemeinern: Die Menge aller maximalen Elemente ist eine Antikette in der Ordnung. Gleiches gilt für die Menge aller minimalen Elemente.